# Demetrius și gladiatorii
Demetrius și gladiatorii (titlu original: Demetrius and the Gladiators) este un film american peplum din 1954 regizat de Delmer Daves, o continuare a filmului Tunica din 1953. Rolurile principale au fost interpretate de actorii  Victor Mature, Susan Hayward, William Marshall, Michael Rennie, Debra Paget, Anne Bancroft, Jay Robinson, Ernest Borgnine, Barry Jones și Richard Egan.  Scenariul a fost scris de Philip Dunne, bazat pe personajele create de Lloyd C. Douglas în Tunica și prezintă cum Demetrius ajunge sclav creștin pentru a lupta în arena romană ca un gladiator. Filmul este în Tehnicolor și CinemaScope.

## Distribuție
- Victor Mature - Demetrius
- Susan Hayward - Messalina, soția lui Claudius
- Michael Rennie - Petre
- Debra Paget - Lucia
- Jay Robinson - Caligula
- William Marshall - Glycon
- Ernest Borgnine - Strabo
- Barry Jones - Claudius
- Anne Bancroft - Paula
- Richard Egan - Dardanius
- Charles Evans - Cassius Chaerea, un centurion
- Everett Glass - Kaeso
- Fred Graham - Decurion
- Selmer Jackson - Senator
- Roy Jenson - Gladiator
- Dayton Lummis - Magistrat
- Paul Stader - Gladiator
- George Eldredge - Chamberlain
- Woody Strode - Gladiator
- Jeff York - Albus
- Jean Simmons - într-o secvență din Tunica
- Richard Burton - într-o secvență din Tunica
- Cameron Mitchell ca vocea lui Iisus - într-o secvență din Tunica
- Carmen De Lavallade - Slave Girl
- Julie Newmar - Primary Specialty Dancer
- Paul Newlan - Potter